# Acacia macmurphyi
Acacia macmurphyi är en ärtväxtart som beskrevs av Ira Loren Wiggins. Acacia macmurphyi ingår i släktet akacior, och familjen ärtväxter. Inga underarter finns listade i Catalogue of Life.